# Communauté de communes du secteur d'Illfurth
La communauté de communes du secteur d'Illfurth est une ancienne communauté de communes française, située dans le département du Haut-Rhin et la région Grand Est. 
Elle faisait partie, avec d'autres communautés de communes, de l'association du Pays du Sundgau représentant 112 communes, depuis février 2001.

## Histoire
La communauté de communes du secteur d'Illfurth est née en juillet 2001. Elle remplace le district du Secteur d'Illfurth (créé en 1973) lui-même issu du SIVOM du Secteur d'Illfurth (créé en 1967). 
Elle fusionne avec quatre autres communautés de communes pour former la communauté de communes Sundgau au 01 janvier 2017.

## Composition
La communauté de communes regroupait 9 communes :
| Nom              | Code Insee | Gentilé          | Superficie (km2) | Population (dernière pop. légale) | Densité (hab./km2) |
| ---------------- | ---------- | ---------------- | ---------------- | --------------------------------- | ------------------ |
| Illfurth (siège) | 68152      | Illfurthois      | 9,16             | 2 513 (2014)                      | 274                |
| Frœningen        | 68099      | Froeningois      | 4,44             | 700 (2014)                        | 158                |
| Heidwiller       | 68127      | Heidwillerois    | 4,48             | 588 (2014)                        | 131                |
| Hochstatt        | 68141      | Hochstattois     | 8,55             | 2 071 (2014)                      | 242                |
| Luemschwiller    | 68191      | Luemschwillerois | 7,27             | 748 (2014)                        | 103                |
| Saint-Bernard    | 68081      |                  | 6,04             | 547 (2014)                        | 91                 |
| Spechbach        | 68320      | Spechbachois     | 8,06             | 1 313 (2014)                      | 163                |
| Tagolsheim       | 68332      | Tagolsheimois    | 3,19             | 844 (2014)                        | 265                |
| Walheim          | 68356      | Walheimois       | 4,83             | 938 (2014)                        | 194                |

## Administration

### Siège
Le siège de la communauté de communes était à Illfurth, 2 place Charles de Gaulle.

### Liste des présidents
| Période                                    | Période | Identité          | Étiquette | Qualité |
| ------------------------------------------ | ------- | ----------------- | --------- | --- |
| Syndicat intercommunal à vocation multiple |         |                   |           | |
| Les données manquantes sont à compléter.   |         |                   |           | |
| District                                   |         |                   |           | |
| Les données manquantes sont à compléter.   |         |                   |           | |
| 1977                                       | 1995    | Pierre Weisenhorn | RPR       | Maire d'Illfurth (1977 → 1995) Député de la 3e circonscription du Haut-Rhin (1973 → 1986) Député du Haut-Rhin (1986 → 1988) |
| 1995                                       | 2001    | Helmuth Bihl      | DVD       | Maire d'Illfurth (1995 → 2014)                                                                                              |
| Communauté de communes                     |         |                   |           | |
| 2001                                       | 2014    | Helmuth Bihl      | DVD       | Maire d'Illfurth (1995 → 2014)                                                                                              |
| 2014                                       | 2016    | Michel Willemann  | UDI       | Maire de Hochstatt (1995 → 2020)                                                                                            |